# Кто убил Марка?
«Кто убил Марка?» — сингл российского рэпера Оксимирона (Oxxxymiron). Клип вышел 1 ноября 2021 года на сервисе YouTube, на других площадках релиз состоялся днём позже.

## Описание
Название релиза отсылает к треку «Башня из слоновой кости» из альбома Оксимирона «Горгород», где главный герой пластинки Марк был застрелен.
Сингл представляет собой автобиографию рэпера, начиная с 2000-х. В нём он рассказывает о его отношениях с бывшим другом Шокком и подробности конфликта с Ромой Жиганом и развала Vagabund; о настоящей причине отказа от интервью Юрию Дудю; о психотерапии и злоупотреблении наркотиками, а также упоминает события 2013—2014 годов на Украине и протесты последних лет в России.
В титрах клипа можно заметить изображение, на котором слушатели увидели слова «Смутное время» и предположили, что в ближайшем времени рэпер выпустит новую пластинку с таким названием. Предположение о новом релизе подтвердилось — 12 ноября вышел «miXXXtape III: Смутное время», состоящий из 36 композиций.

## Реакция
Хип-хоп-портал The Flow поместил песню на 12 позицию в списке «50 лучших песен 2021».